# Anthony Gerald O'Carroll Scott
Anthony Gerald O'Carroll Scott, britanski general, * 1899, † 1980.